# Takayuki Hida
Takayuki Hida (jap. 肥田 隆行 Hida Takayuki; * 4. Mai 1944) ist ein ehemaliger japanischer Eisschnellläufer.

## Werdegang
Hida hatte sich auf die Kurzdistanzen spezialisiert und trat international erstmals in der Saison 1967/68 in Erscheinung. Dabei holte er bei der Winter-Universiade 1968 in Innsbruck die Bronzemedaille über 500 m und belegte bei den Olympischen Winterspielen 1968 in Grenoble den 37. Platz über diese Distanz. In den folgenden Jahren kam er bei der Sprintweltmeisterschaft 1970 in West Allis auf den 14. Platz und bei der Sprintweltmeisterschaft 1971 in Inzell auf den vierten Rang. In seiner letzten internationalen Saison 1971/72 lief er bei der Mehrkampfweltmeisterschaft 1972 in Oslo auf den 33. Platz im Großen Vierkampf und bei der Sprintweltmeisterschaft 1972 in Eskilstuna auf den 17. Rang. Beim Saisonhöhepunkt, den Olympischen Winterspielen 1972 in Sapporo, errang er den 13. Platz über 500 m. Seine beste Platzierung bei japanischen Mehrkampfmeisterschaften erreichte er im Jahr 1969 mit dem siebten Platz.

## Erfolge

### Olympische Spiele
- 1968 Grenoble: 37. Platz 500 m
- 1972 Sapporo: 13. Platz 500 m

### Mehrkampf-Weltmeisterschaften
- 1972 Oslo: 33. Platz Großer Vierkampf

### Sprint-Weltmeisterschaften
- 1970 West Allis: 14. Platz Sprint-Mehrkampf
- 1971 Inzell: 4. Platz Sprint-Mehrkampf
- 1972 Eskilstuna: 17. Platz Sprint-Mehrkampf

## Persönliche Bestzeiten
| Disziplin | Zeit       | Datum            | Ort       |
| --------- | ---------- | ---------------- | --------- |
| 500 m     | 38,4 s     | 4. Dezember 1971 | Matsumoto |
| 1000 m    | 1:20,8 min | 9. Dezember 1971 | Koumi     |
| 1500 m    | 2:07,9 min | 13. März 1971    | Matsumoto |